# Marcello Gallian
Marcello Gallian (Roma, 6 aprile 1902 – Roma, 21 gennaio 1968) è stato uno scrittore, giornalista, drammaturgo e pittore italiano.

## Biografia
Legato all'avanguardia artistica romana, collaborò col Teatro degli Indipendenti di Anton Giulio Bragaglia, con la rivista "900" di Massimo Bontempelli e numerose altre testate. Godette di buon successo sotto il regime fascista, apprezzato, con alcune riserve sul suo stile frammentario, anche da Giuseppe Ungaretti, Enrico Falqui, Emilio Cecchi, Arnaldo Bocelli. Fu un fervente sostenitore del movimento fascista ai suoi esordi, sansepolcrista e squadrista. A causa delle sue idee anarchiche ed estremiste fu più critico riguardo alla trasformazione del fascismo in regime burocratico. Vinse il Premio Mediterraneo 1932 con Pugilatore di paese e si aggiudicò il secondo posto al Premio Viareggio 1934 con la raccolta di racconti Comando di tappa.
Dagli anni Quaranta si dedicò alla critica d'arte e alla pittura, utilizzando il linguaggio espressionista con spregiudicatezza. Le sue opere pittoriche, infatti, risultano in linea con il linguaggio cosiddetto "degenerato" e, appunto, grottesco dell'espressionismo europeo di quei decenni, affine, per quanto riguarda l'Italia al colorismo esasperato di Scipione, del primo Toti Scialoja, così come a quello di Afro e Marcello Avenali, con i quali fra l'altro aveva anche intessuto profondi rapporti di amicizia. Alla vicenda di Marcello Gallian è ispirato il romanzo Il santo maledetto (Bologna, Meridiano Zero, 2014) dello storico Paolo Buchignani, già autore di diversi studi sullo scrittore.
Nel Fondo Gallian, presso il Centro per gli studi sulla tradizione manoscritta di autori moderni e contemporanei dell'Università di Pavia, sono conservati testi, opere, recensioni, ed un ricco epistolario con personalità come Indro Montanelli, Giuseppe Ungaretti, Eugenio Montale, Sibilla Aleramo, Filiberto Sbardella.
Caduto in disgrazia dopo la conclusione del regime fascista, fu ridotto ad elemosinare per le vie di Roma e morì in povertà.

## Pubblicazioni

### Narrativa
- La donna fatale, Milano, Corbaccio, 1929
- Vita di sconosciuto, Roma, Tiber, 1929
- Nascita di un figlio ed altri scritti, Roma, Atlas, 1929. Poi con titolo Nascita di un figlio, Montepulciano, Editoridel Grifo, 1990
- Pugilatore di paese, Lanciano, Carabba, 1931
- Una vecchia perduta, Roma, Le Edizioni d'Italia, 1933
- Comando di tappa, Roma, Cabala, 1934
- Tempo di pace, Roma, Edizioni di Circoli, 1934
- Il soldato postumo, Milano, Bompiani, 1935. Poi Venezia, Marsilio, 1988
- Bassofondo, Milano, Panorama, 1936. Poi Venezia, Marsilio, 2012.
- In fondo al quartiere, Milano, Panorama, 1936
- Tre generazioni, Milano, Panorama, 1936
- Racconti per la gente, Cassino, Le Fonti, 1936
- Quasi a metà della vita. Molto più che un romanzo, Firenze, Vallecchi, 1937
- Dopoguerra, Cassino, Le Fonti, 1937
- Il monumento personale, Roma, Edizioni di Critica e d'Arte, 1937
- Racconti fascisti, Milano, Panorama, 1937. Poi Roma, Altaforte, 2021
- Combatteva un uomo, Firenze, Vallecchi, 1939
- Nostro Impero Quotidiano: I. Tenebra solare, Catania, Editrice Jonica, 1939
- Primo diario, Roma, Scrittori Contemporanei, 1940
- Gente di squadra, Firenze, Vallecchi, 1941. Poi Milano, AGA, 2017
- Alba senza denaro, Roma, Azione letteraria italiana, 1943
- America, Roma, Stampa Alternativa, 1989. Poi Pitigliano, Comitato Antifondazione Luciano Bianciardi, 2007
- Villa con albergo, Valeggio sul Mincio, Ampersand, 1995
- Argante, Pitigliano, Comitato Antifondazione Luciano Bianciardi, 2007
- Giornata di donne, Pitigliano, Comitato Antifondazione Luciano Bianciardi, 2007
- Il viaggio impossibile, Pitigliano, Comitato Antifondazione Luciano Bianciardi, 2007
- Licenza dal figlio, Pitigliano, Comitato Antifondazione Luciano Bianciardi, 2007

### Teatro
- La casa di Lazzaro, Roma, L'Angioliere, 1956

### Pubblicistica, saggistica, critica d'arte
- I segreti di Umberto Nobile, Roma, Pinciana, 1928
- La storia dello sport italiano. Roma, Pinciana, 1928.
- Arpinati politico e uomo di sport, Roma, Pinciana, 1928
- Letteratura vitale fascista, Catania, Prigiotti, 1939
- Guidonia, Torino, Azione – Rotocalco Dagnino, 1940
- Il Ventennale. Gli uomini delle squadre nella rivoluzione delle camicie nere, Roma, Azione Letteraria Italiana, 1941
- Arte, Roma, G. Menaglia – Arti grafiche, 1942
- Carlo Vittorio Testi. Profilo, Roma, Novissina, 1946

### Curatele
- Mussolini nei commenti della stampa del mondo, a cura della Federazione Provinciale dei Fasci di Combattimento di Varese, Busto Arsizio, Federazione Provinciale dei Fasci di Combattimento, 1933
- Benito Mussolini, La dottrina del fascismo. Storia, opere ed istituti, a cura di Luigi Contu, Marcello Gallian, Arturo Marpicati, Milano, Hoepli, 1935
- A Domenico Lettieri, Roma, Tipografica Editrice, 1935
- Eduardo Gordigiani, Eduardo Gordigiani. Introduzione di Concetto Marchesi e presentazione di Marcello Gallian, Firenze-Empoli, Stet, 1948
- Pericle Fazzini, Disegni originali di Pericle Fazzini, Firenze-Empoli, Stet, 1948
- Lucenti Vuattolo, Lucenti Vuattolo, Roma, Il Pincio, 1952.
- Luigi Santroni, Antenna, Roma, Conchiglia, 1953
- Pier Demetrio Ferrero, Pier Demetrio Ferrero. Catalogo della mostra personale alla Galleria «Il Camino», Roma, Galleria Il Camino, 1953